# Michael Buskermolen
Michael Buskermolen (né le 2 mars 1972 à Leimuiden aux Pays-Bas) est un joueur de football néerlandais.

## Biographie
Il a passé toute sa carrière professionnelle dans un seul club, l'AZ Alkmaar pour qui il joue pendant 16 ans, faisant ses débuts en équipe première lors de la saison 1990/1991. Buskermolen est donc surnommé « Mr. AZ » par les fans du club.
Buskermolen a en tout joué 399 matchs de championnat avec l'AZ. Son dernier match professionnel avant sa retraite est en tant que remplaçant lors d'une défaite 5-0 contre RBC Roosendaal le 7 février 2006.